# میرزا صادق آقا تبریزی
میرزا صادق آقا تبریزی (۱۲۷۴–۱۳۵۱ق/۱۲۳۷–۱۳۱۱ش)، فقیه امامی، اصولی و ادیبِ مبارز آذربایجان در قرن چهاردهم بود. پس از حدود ۲۴ سال اقامت در نجف، به زادگاهش بازگشت و مرجعیت آذربایجان را بر عهده گرفت. وی از مخالفان مشروطه و پیامدهای آن بود و در ۱۲۹۲ش همراه با علما طهران به محمدعلی شاه  تلگراف فرستاد و خواستار لغو مشروطیت شد. تبریزی در دوره رضا شاه به همدان یا سنندج تبعید شد و پس از آزادی به قم رفت و در همان‌جا اقامت گزید. در ۱۳۱۱ش /۱۳۵۱ق درگذشت و در حرم معصومه به خاک سپرده شد.

## زندگی‌نامه
پدرش میرزا محمد بن محمدعلی قره داغی /قراچه داغی بود. تبریزی در خانواده‌ای اهل علم در ۱۲۷۴ق در تبریز به دنیا آمد. در ۱۳۱۱ش /۱۳۵۱ق درگذشت، در حرم معصومه به خاک سپرده شد و در شهرهای گوناگون به ویژه در آذربایجان و نجف از وی تجلیل شد.
وی در زادگاهش به فراگیری مقدمات فقه و اصول پرداخت، سپس برای ادامه تحصیل همراه برادر خود، حاج میرزا محسن، به نجف رفت. به اختلاف، این سفر را در ۱۲۸۸ق و در ۱۲۹۱ق نوشته‌اند.
از فرزندان تبریزی، میرزا جواد و میرزا رضا از اهل علم به شمار می‌آیند و آثاری نیز دارند.

## اساتید و شاگردان
او در نجف نزد استادانی چون فاضل ایروانی، محمدحسن مامقانی و محمدفاضل شربیانی به تحصیل پرداخت. معروفترین استادش شیخ هادی تهرانی بود که تبریزی در نظریات اصولی خاص خود، از او پیروی می‌کرد. وی در کربلا در مجلس درس ملاحسین اردکانی حاضر می‌شد.
وی بعد از فراگیری علوم گوناگون، در فقه و اصول به درجه اجتهاد رسید و حلقه درسی تشکیل داد. در درس وی شاگردان بسیاری حاضر می‌شدند. از جمله شاگردان وی محمدعلی مدرّس (مؤلف ریحانة الادب) و میرزا قاسم گَرگَری بودند.

## مرجعیت آذربایجان
تبریزی، پس از حدود ۲۴ سال اقامت در نجف، به زادگاهش بازگشت و مرجعیت آذربایجان را بر عهده گرفت. وی به مشکلات مردم توجه داشت و درصدد رفع آنها برمی‌آمد. در جریان مهاجرت ارمنیان به تبریز در وضعی رقت بار (زمستان ۱۲۹۹ ش)، تبریزی با موعظه و یادآوری وظایف مسلمانان سبب شد تا مردم تبریز ضمن استقبال گرم از مهاجران، مبلغ بسیاری نیز به ایشان کمک کنند. این امر نفوذ او در مردم و محبوبیتش را نشان می‌دهد.

## فعالیت‌های سیاسی
در منابع، شرح حالِ تبریزی و مبارزات وی در دوره قاجار و پهلوی به اختصار آمده و گاه در گزارشِ احوال وی رعایت بی‌طرفی نشده است. وی از مخالفان مشروطه و پیامدهای آن بود و در ۱۲۹۲ش با برخی علما به محمدعلی شاه تلگراف فرستاد و خواستار لغو مشروطیت شد.
تبریزی در دورهٔ پهلوی از دستگاه حاکم دوری می‌جست. در جریان مهاجرت علما به قم در ۱۳۰۶ ش / ۱۳۴۶، و در اعتراض به قانون نظام وظیفه، وی در نامه‌ای حمایت خود را از رهبر این حرکت، آقا نورالله اصفهانی، اعلام کرد و عازم قم شد؛ اما هنگامی که به آنجا رسید، اصفهانی از دنیا رفته بود.
در ادامه مخالفت با قانون نظام وظیفه، مردم تبریز در ۱۳۰۷ش /۱۳۴۷، قیام کردند که تا اوایل ۱۳۰۸ ش ادامه یافت و تبریزی به همراهی دیگر علما رهبری مردم را بر عهده گرفت. جوانان ایرانی میگویند اگر قیام وی به نتیجه می رسید لازم نبود آنها بروند سربازی یا بروند بدنبال معافیت که خیلی خوب بود ؛ حکومت، او را دستگیر و به همدان (یا سنندج) تبعید کرد، اما پس از چند روز رضاشاه ناگزیر دستور آزادی وی را صادر کرد. وی پس از آزادی به قم رفت و در همان‌جا اقامت گزید.

## تالیفات
برخی از آثار تبریزی که بیشتر در فقه و اصول است عبارتند از:
1. المقالات الغریة در اصول فقه که آقابزرگ طهرانی[۱۵] و حرزالدین[۱۶] نام آن را المقالات الغرویه ذکر کرده‌اند، موسی جوان[۱۷] با استفاده از این کتاب برخی آرای اصولی او را گزارش کرده است.
2. رسالة فی المشتقات (چاپ سنگی، تبریز ۱۳۱۹)
3. رسالة فی شرائط العوضین
4. رسالة فی الربا
5. شرح تبصرة المتعلّمینِ علامه حلّی
6. الفوائد، شرح یازده قاعده از مشکلات مسائل فقه و اصول (چاپ سنگی، تبریز ۱۳۵۱) و رساله عملیه به زبان فارسی (۱۳۲۳، ۱۳۴۵).[۱۸]